# Open de Divonne
Het Open de Divonne was drie jaar lang een golftoernooi van de Europese Challenge Tour. Het werd gespeeld op de Golf de Divonne.
In 2007 werd het Open de France Senior de Divonne gespeeld.

## Winnaars
- 1993:  Fredrik Larsson
- 1994:  Stuart Cage
- 1995:  Patrik Sjöland